# Csiangmaj
Csiangmaj (thaiul írva: เชียงใหม่, angol átírással:Chiang Mai) város Thaiföld északnyugati részén, Bangkoktól közúton mintegy 700 km-re északra, a Ping folyó völgyében fekszik, az ország egyik legfontosabb kulturális és történelmi központja. Lakossága 1.198.000 fő. Csiangmaj egyben az azonos nevű tartomány székhelye. A város a kézművesség és művészet egyik országos központja. Gazdasági életében fontos a faipar, a textilipar, az ékszergyártás, a járműgyártás (tuk-tuk riksa). Jelentős és népszerű turistaközpont, közel a hmong, jao és karenni törzsek településeihez.

## Földrajz
Csiangmaj Thaiföld északnyugati részén található, a Ping folyó völgyében, amelyet hegyek és dombok öveznek. A város mintegy 700 méter tengerszint feletti magasságban fekszik, így az éghajlat enyhébb, mint az ország alacsonyabban fekvő területein. Csiangmaj környezete különösen gazdag természeti szépségekben, ideértve a hegyvidéki tájakat, dzsungelt és vízeséseket. A környező területeken élő etnikai kisebbségek, mint például a hegyi törzsek, is fontos részei a helyi kultúrának és társadalomnak.

## Történelem
Csiangmaj története a 13. századig nyúlik vissza, amikor a Lanna királyság fővárosaként alapították. A Lanna birodalom hosszú évszázadokig volt jelen Észak-Thaiföldön, és Csiangmaj a régió politikai, vallási és kulturális központjává vált. A város számos templomot és palotát épített, amelyek közül sok a mai napig megőrizte eredeti formáját. A Lanna királyságot 1558-ban hódította meg a burmai birodalom, és Csiangmaj ezután több mint két évszázadon át burmai uralom alatt állt. A város 1774-ben visszanyerte függetlenségét, és később a Siam királyság részévé vált. Csiangmaj fejlődése a 20. században felgyorsult, és ma már Thaiföld egyik legfontosabb kulturális és gazdasági központja.

## Népesség
Csiangmaj népessége az utóbbi évtizedekben gyors ütemben növekedett. A legfrissebb becslések szerint a város lakossága meghaladja az 1.198.000 fő főt, azonban a környező elővárosokkal együtt az agglomeráció lakossága több mint egymillió fő. A város sokszínű lakossága elsősorban thaikból áll, de jelentős számban élnek itt különböző etnikai csoportok, mint a hegyi törzsek tagjai (pl. karren, hmong, lisu), valamint külföldi expatok és turisták. A vallás szempontjából Csiangmaj lakosságának többsége buddhista, de kisebb keresztény és muszlim közösségek is élnek itt.

## Éghajlat
Csiangmaj éghajlata szubtrópusi monszun éghajlatú, amelynek jellemzői a meleg és száraz időszakok, valamint az esős évszakok. A legforróbb hónapok április és május között vannak, amikor a hőmérséklet elérheti a 40 °C-ot. Az esős évszak júniustól októberig tart, és ebben az időszakban a városban heves esőzések fordulhatnak elő. Az év legkellemesebb időszaka november és február között van, amikor a hőmérséklet enyhébb, és ideális a turisták számára.
| Hónap                                  | Jan. | Feb. | Már. | Ápr. | Máj. | Jún. | Júl. | Aug. | Szep. | Okt. | Nov. | Dec. | Év   |
| -------------------------------------- | ---- | ---- | ---- | ---- | ---- | ---- | ---- | ---- | ----- | ---- | ---- | ---- | ---- |
| Átlagos max. hőmérséklet (°C)          | 30,0 | 33,0 | 35,0 | 36,5 | 34,0 | 33,0 | 32,0 | 31,5 | 31,7  | 31,5 | 30,0 | 28,5 | 32,2 |
| Átlagos min. hőmérséklet (°C)          | 15,0 | 16,0 | 19,5 | 23,0 | 24,0 | 24,0 | 24,0 | 24,0 | 23,0  | 22,0 | 19,0 | 15,7 | 20,8 |
| Átl. csapadékmennyiség (mm)            | 5    | 10   | 20   | 57   | 162  | 125  | 140  | 217  | 210   | 118  | 55   | 15   | 1134 |
| Forrás: Thai Meteorological Department |      |      |      |      |      |      |      |      |       |      |      |      |      |

## Turizmus
A turizmus Csiangmaj gazdaságának egyik alapvető pillére. A város nemcsak gazdag történelmi örökségével vonzza a látogatókat, hanem a környező hegyvidéki tájak és a helyi kultúra is rendkívül népszerű. Csiangmaj évente több millió turistát fogad, akik a vallási és kulturális látnivalókat, a természetet, valamint a helyi étkezési és vásárlási lehetőségeket keresik. A városban számos szállodát, éttermet és programot kínálnak, a turisták gyakran részt vesznek meditációs és jógaprogramokon, valamint látogatást tesznek a környéken található nemzeti parkokba és természetvédelmi területekre. A városnak nemzetközi repülőtere van.

## Látnivalók

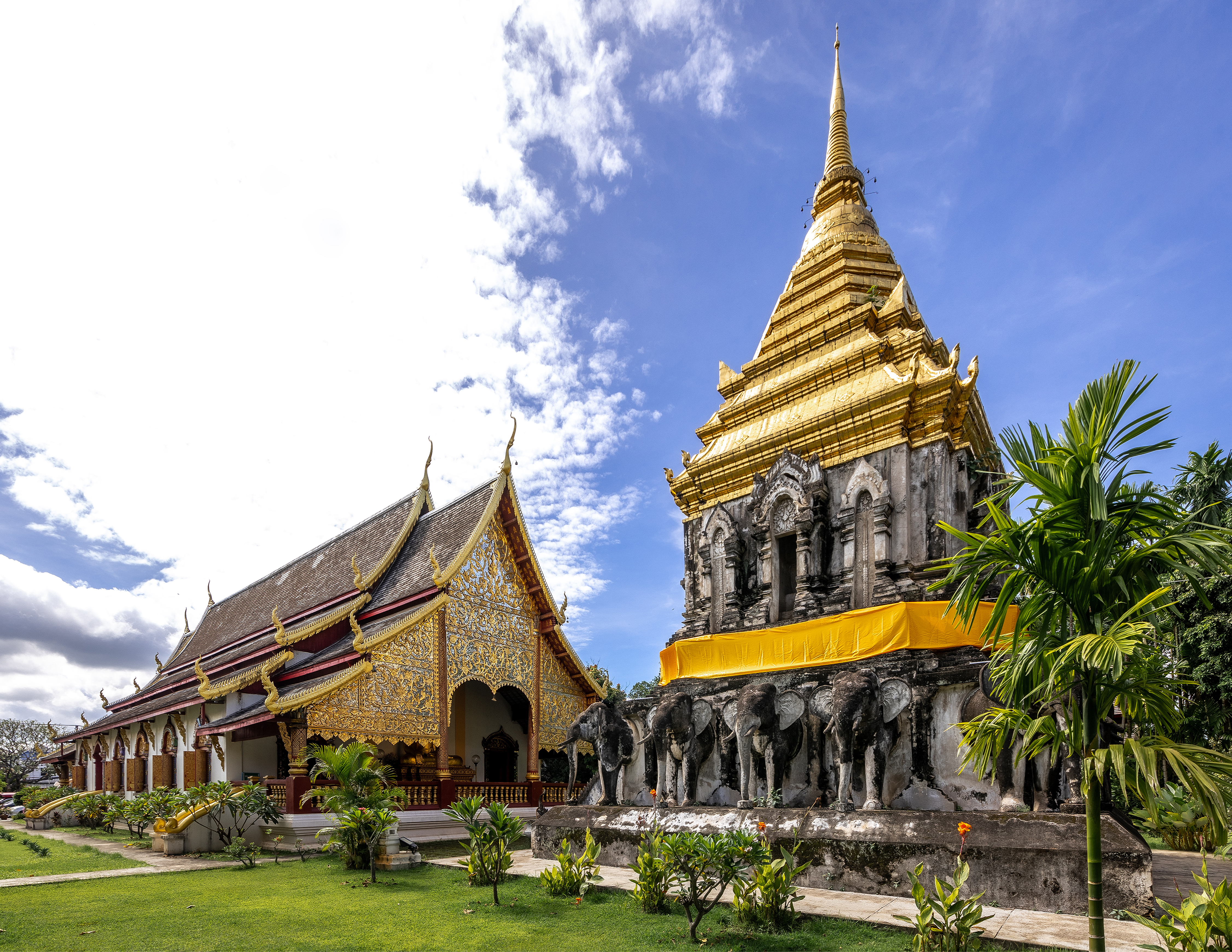
Vat Csiangmaj, Csiangmaj tartomány

Csiangmaj számos látványossággal rendelkezik, amelyek vonzzák a turistákat. A város legismertebb temploma a Wat Phrathat Doi Suthep, amely a város fölé magasodó Doi Suthep hegyen található. A templom híres aranyozott pagodájáról és a csodálatos kilátásról, amely a városra nyílik. Ezen kívül Csiangmaj számos más vallási helyszínt is kínál, például a Wat Chedi Luang, amely a Lanna királyság történelmi központjában található, és egykor a város legnagyobb temploma volt. A város körüli nemzeti parkok, mint például a Doi Inthanon Nemzeti Park, a hegyi túrázók és természetkedvelők számára nyújtanak izgalmas lehetőségeket. Csiangmaj emellett híres helyi piacairól, mint a Nimmanhaemin és a Sunday Walking Street Market, ahol kézműves termékeket, ruhákat és helyi ételeket lehet vásárolni. A Yi Peng fesztivál, ahol a látogatók fénylő lámpásokat engednek szabadjára, szintén egyik legismertebb kulturális eseménye a városnak.